# 日立市立平沢中学校
日立市立平沢中学校（ひたちしりつひらさわちゅうがっこう）は、茨城県日立市高鈴町1-15-1にあった日立市立中学校。2025年4月をもって廃校となった。

## 概要
1948年9月に設立。1949年4月には、平沢中学校から駒王中学校が分離新設された。その後、日立市の人口減少を受けて、2025年4月に駒王中学校と統合する形で廃止となった。

## 沿革

### 略歴
1948年2月に、日立市立平沢中学校の設立が許可され、校舎が完成した。同年9月10日、日立市立中小路中学校、宮田中学校、仲町中学校，大雄院中学校を統合し、日立市立平沢中学校が創立された。

### 年表
- 1947年9月 - 日立市立平沢中学校の設立が市議会において議決[8]。
- 1948年
  - 2月 - 日立市立平沢中学校が設立許可される。校舎が完成[8]。
  - 9月10日 - 日立市立平沢中学校が開設。この日を創立記念日とする。父母と先生の会が設立される[8]。
- 1949年3月 - 日立市立駒王中学校が分離独立[5][8]。
- 1961年2月 - 生徒標準服を指定[8]。
- 1979年10月 - ソニー科学賞 優良賞を受賞[8]。
- 2001年4月 - 文部省「次世代ITを活用した未来型研究開発事業」研究指定校に指定[8]。
- 2004年4月 - 県教委指定ハートいっぱい推進事業研究指定。市指定教育課程推進校指定[8]。
- 2006年3月 - 日立市青少年育成会議より善行賞を受賞[8]
- 2007年3月 - 地域ボランティア活動に対して表彰[8]。
- 2009年11月 - 「いばらき教育の日」推進協議会より善行賞を受賞[8]。
- 2015年
  - 3月 - 地域ボランティア活動に対して教育長より表彰を受ける[8]。
  - 4月 - 地域美化活動に対して市長より表彰を受ける[8]。
- 2022年10月3日 - 平沢中学校・駒王中学校統合準備委員会が設置される[7]。
- 2023年度 - 小中学校における遠隔教育実証研究事業エリア型（英語）受信校に指定[9][10]。
- 2024年
  - 11月2日 - 桐葉祭（文化祭）に合わせて、閉校記念式典を開催[11]。
  - 12月24日 - 閉校記念行事の一環として学校見学会を開催[12]。
- 2025年4月 - 日立市立駒王中学校と統合し、閉鎖された。統合校の位置は現在の駒王中学校となり、新校の名称は日立市立駒王中学校となった[7]。

## 教育方針
（出典：）
「夢や希望をもって未来を切り拓く生徒の育成」
～一人一人がOnly Oneの存在として輝く（小規模校のよさを活かして）～

## 学校行事
2019年度年間行事予定より
- 4月
  - 着任式・始業式・入学式
  - 1年部活動見学
  - 新入生歓迎オリエンテーション
  - 1年部活動体験
  - 全国学力学習状況調査
  - 家庭訪問
- 5月
  - 生徒総会
  - 県北陸上
- 6月
  - 3年修学旅行
  - 1年宿泊学習
  - 市内総体
  - 県通信陸上
- 7月
  - 県北総体
  - 県総体
  - 終業式
  - 2年職場体験

- 9月
  - 始業式
  - 体育祭
  - 創立記念日（9月10日）
  - 新人戦壮行会
  - 市内新人
- 10月
  - 1・2年プール学習
  - 県北新人
  - 県北駅伝
  - 県新人陸上
- 11月
  - 桐葉祭
  - 県新人
  - 3年県学力診断テスト
  - 県駅伝
- 12月
  - 生徒会役員選挙
  - 終業式

- 1月
  - 始業式
  - 新入生見学会
- 2月
  - 新入生保護者説明会
  - 2年宿泊学習
- 3月
  - 県立高校学力検査
  - 3年生を送る会
  - 卒業証書授与式
  - 修了式
  - 離任式

## 部活動
（出典：）

### 運動部
- ソフトテニス部
- 卓球部
- 陸上選抜練習

### 文化部
- 吹奏楽部

## 通学区域
（出典：）
駒王中学校との統合後、進学先が駒王中となった区域
- 日立市白銀町
- 日立市高鈴町
  - 3丁目
  - 4丁目
  - 5丁目（2番を除く）
- 日立市宮田町
  - 旧地番（一本杉、御沢劇場裏、大角矢、石灰山、稲荷橋、変電所裏、熊の沢、不動滝、掛橋本部下以外）
  - 1丁目1番5号から6番（10号除く）
  - 2丁目1から6番8号（AからD）
  - 3丁目２・３番、5番３から12号、6から9番、10番3から9号、11番1から6号、12から13番7号
  - 4丁目
  - 5丁目3から6番

駒王中学校との統合後、進学先が助川中となった区域
- 日立市助川町
  - 旧地番山根、腰の塚
  - 3丁目（1番除く）
  - 4丁目1番1から15号、2から9番、11から16番4号、17番29号まで
- 日立市高鈴町
  - 1丁目
  - 2丁目
  - 5丁目2番

## 進学前小学校
- 日立市立仲町小学校
- 日立市立助川小学校

## 学区内の主な施設
- 仲町交流センター
- 日立製作所 山手事業所
- JX金属株式会社 日立事業所
- 日立武道館

## 交通
- JR常磐線 日立駅より徒歩28分